# Centro Cultural e Deportivo Cerceda
El Centro Cultural e Deportivo Cerceda és un club de futbol gallec del municipi de Cerceda, a la província de la Corunya. Actualment debuta al grup 1 de la Segona divisió B.

## Història
Un destacat hosteler del poble, Primo Iglesias Suárez, va fundar l'equip el 12 d'agost de 1968. Després de jugar diferents partits amistosos es va decidir formalitzar la situació del club amb una junta directiva i federant l'equip. En els seus inicis, jugava al Campo da Feira.
Va jugar a les categories autonòmiques gallegues fins al 1994, quan acaba líder de la Preferent Autonòmica i puja per primer cop a Tercera divisió. L'equip es mantindria durant 23 anys consecutius a la categoria, 20 d'ells a la meitat alta de la taula, proclamant-se campió en quatre ocasions i subcampió en tres més. Va jugar la Copa del Rei en quatre ocasions i la promoció d'ascens a Segona B en dotze, sense aconseguir cap cop l'ascens.
No obstant, després del descens administratiu del CD Boiro al finalitzar la temporada 2017-18 i sota un acord de col·laboració amb el CD Lugo, l'equip comprà la plaça de l'equip de Boiro a Segona B per 133.000 euros.

## Estadi
El CCD Cerceda juga els seus partits com a local al Campo do Roxo, amb capacitat per 1.000 espectadors. En els seus inicis va jugar al Campo da Feira i després a A Gándara. Abans de passar a l'estadi actual, va jugar dues temporades de préstec al Campo de Longo, a Meirama.

## Dades del club
- Temporades a Primera: 0
- Temporades a Segona: 0
- Temporades a Segona B: 1
- Temporades a Tercera Divisió: 23

## Palmarès
- Campió de Tercera Divisió: 1995-96, 2002-03, 2003-04, 2010-11.
- Subcampió de Tercera Divisió: 2009-10, 2013-14, 2015-16.

## Jugadors destacats
- Manuel Fernández Anidos
- Kelvin Onosiughe